# 杨瀚 (明朝)
杨瀚（？—？），直隶溧水县人，明朝政治人物。
杨瀚曾于天启元年(1621年)接替侯應賓任漳州府知府一职，天启间(1621年至1627年)由施邦曜接任。